# Tabela de símbolos
Tabela de símbolos é uma estrutura de dados, geralmente uma árvore ou tabela de hash, utilizada em compiladores para o armazenamento de informações de identificadores, tais como constantes, funções, variáveis e tipos de dados.
É utilizada em quase todas as fases de compilação, como a varredura, a análise sintática, a análise semântica, otimização e geração de código. Em cada fase ela pode ser utilizada como base para comparações ou mesmo atualizada com novos identificadores durante a saída de cada fase.
Um  compilador  usa  uma  tabela  de  símbolos  para guardar  informações sobre os nomes declarados em um programa. A tabela de símbolos é pesquisada cada vez que um nome é encontrado no programa fonte. Alterações são feitas na tabela de símbolos sempre que um 
novo nome ou nova informação sobre um nome já existente é obtida. 
A gerência da tabela de símbolos de um compilador deve ser implementada de forma a permitir 
inserções  e  consultas  da  forma  mais  eficiente  possível,  além  de  permitir  o crescimento dinâmico da mesma.
Com isso é possível concluir que a tabela de símbolos serve  como  um  banco  de  dados  para  o  processo  de  compilação.  Seu principal conteúdo são informações sobre tipos e atributos de cada nome definido pelo usuário no programa. Essas informações são colocadas na tabela de símbolos pelos analisadores léxico e sintático e usadas pelo analisador semântico e pelo gerador de código.

## Entradas na tabela de símbolos
Cada entrada na tabela de símbolos é a declaração de um nome. O formato das entradas pode não ser uniforme (embora seja mais fácil manipular  entradas uniformes) porque as informações armazenadas para cada nome podem variarde acordo com o tipo/uso do nome. 
Cada  entrada  na  tabela de símbolos  pode  ser  implementada  como  um  registro  ("record"  ou "struct")  contendo  campos  (nome,  tipo,  classe,  tamanho,  escopo,  etc.)  que a qualificam.

Tipos de Entradas:
- palavras reservadas: inseridas inicialmente na tabela (antes da análise léxica ser iniciada);
- fortemente relacionadas com o papel de um nome no contexto da linguagem fonte;
- o analisador léxico pode começar o processo de entrada dos nomes -- risco: nome pode denotar objetos distintos. 

Exemplo:
```
               int x;
               struct x {float y, z;};

x: inteiro e rótulo de uma estrutura de campos. 
```

Neste caso: 
- léxico retorna ao sintático o nome (ou um apontador para o lexema que forma o nome);
- registro na tabela: criado quando o papel sintático do nome for detectado
- duas entradas para x: inteiro e estrutura.